# インナー・リッラーヒ・ワ・インナ・イライヒ・ラージウーン

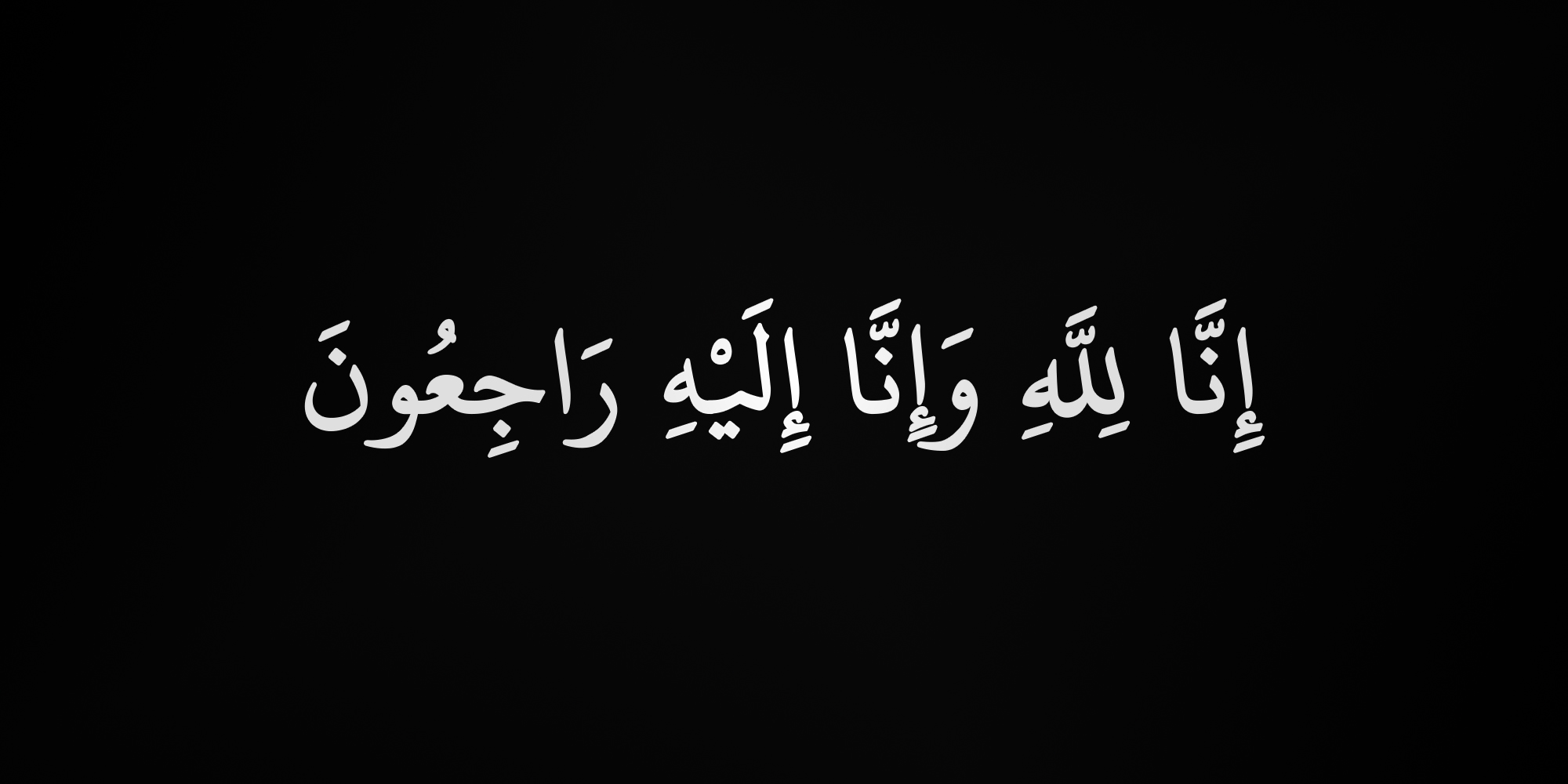
إِنَّا لِلّهِ وَإِنَّـا إِلَيْهِ رٰجِعونَ

インナー・リッラーヒ・ワ・インナ・イライヒ・ラージウーン（インナー・リ・ッ＝ラーヒ・ワ・インナー・イライヒ・ラージウーン、アラビア語: إِنَّا لِلَّٰهِ وَإِنَّا إِلَيْهِ رَاجِعُونَ、ʾinnā li-llāhi wa-ʾinnā ʾilayhi rājiʿūna）とは、クルアーン（コーラン）におけるムスリム（イスラム教徒）への命令のひとつであり、第2章156節で言及され、「本当にわたしたちは、アッラーのもの。かれの御許にわたしたちは帰ります。」を意味する。この言い回しは、自分自身に災難が降りかかった時や、他の人に降りかかった災難について聞いた時に、忍耐の徴として、また、アッラーが全知全能であり、その崇拝者たちが耐えられないほどには彼らを試すことはないということの承認として、ムスリムによって一般的になされる。なお、この言い回しは、イスティルジャー（アラビア語: ٱسْتِرْجَاع、ʾIstirjāʿ）とも知られている。

## 関連聖句とその和訳
以下に、関連聖句として、クルアーン第2章155節から同157節の原文とその和訳を示す。
| 節    | 原文                                                                           | 和訳 |
| ----- | ------------------------------------------------------------------------------ | --- |
| 2:155 | وَلَنَبلُوَنَّكُم بِشَيءٍ مِنَ الخَوفِ وَالجوعِ وَنَقصٍ مِنَ الأَموالِ وَالأَنفُسِ وَالثَّمَراتِ ۗ وَبَشِّرِ الصّابِرينَ | われは、恐れや飢え、と共に財産や生命、（あなたがたの労苦の）果実の損失で、必ずあなたがたを試みる。だが耐え忍ぶ者には吉報を伝えなさい。 |
| 2:156 | الَّذينَ إِذا أَصابَتهُم مُصيبَةٌ قالوا إِنّا لِلَّهِ وَإِنّا إِلَيهِ راجِعونَ                         | 災難に遭うと、「本当にわたしたちは、アッラーのもの。かれの御許にわたしたちは帰ります。」と言う者、                                     |
| 2:157 | أُولٰئِكَ عَلَيهِم صَلَواتٌ مِن رَبِّهِم وَرَحمَةٌ ۖ وَأُولٰئِكَ هُمُ المُهتَدونَ                            | このような者の上にこそ主からの祝福と御恵みは下り、またかれらは、正しく導かれる。                                                       |